# Paraheteronyx
Paraheteronyx är ett släkte av skalbaggar. Paraheteronyx ingår i familjen Melolonthidae.
Kladogram enligt Catalogue of Life:
| Paraheteronyx | \| \| Paraheteronyx corporaali \| \| \| \| \| \| Paraheteronyx quadriflabellata \| \| \| \| |
|               | \| \| Paraheteronyx corporaali \| \| \| \| \| \| Paraheteronyx quadriflabellata \| \| \| \| |
|               | Paraheteronyx corporaali                                                                    |
|               |                                                                                             |
|               | Paraheteronyx quadriflabellata                                                              |
|               |                                                                                             |